# Mbukushu

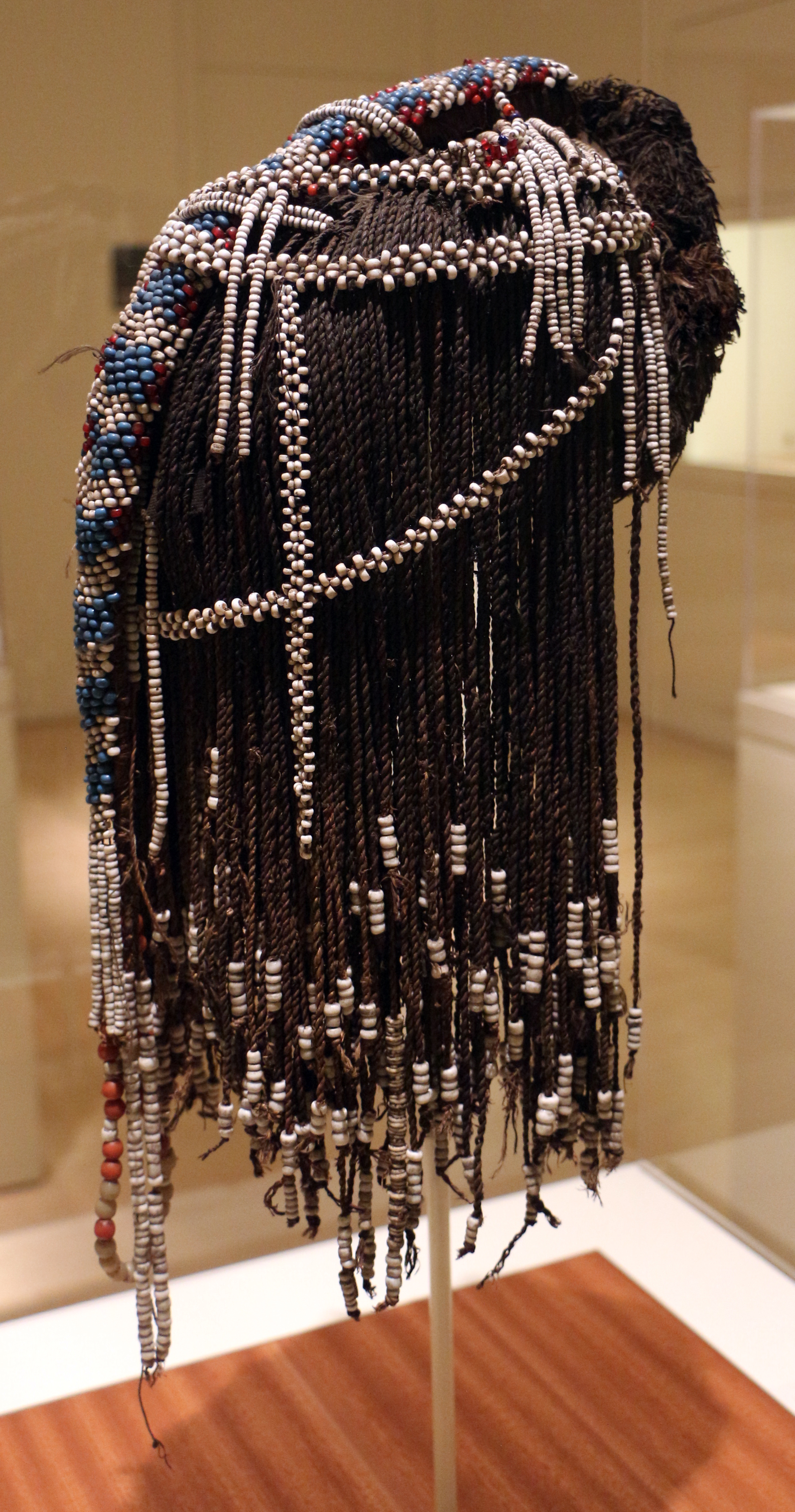
Weiblicher Kopfschmuck aus dem Volk der Mbukushu aus der Zeit zwischen 1900 und 1950 aus dem Gebiet zwischen Botswana und Namibia

Die Mbukushu bzw. HaMbukushu sind ein Clan der Volksgruppe der Kavango mit Siedlungsgebieten im Nordosten Namibias, vor allem in der Region Kavango-Ost, sowie in Botswana, in Sambia und in Angola.
Die Mbukushu sprechen Mbukushu (Thimbukushu), eine Bantu-Sprache. Ihnen steht traditionell in Namibia ein König vor, seit 1991 Erwin Mbambo Munika.
Die Mbukushu sollen mit Stand 2016 20.000 bis 44.000 Personen umfassen. In Botswana soll es etwa 20.000 Personen (Stand 2004), in Namibia (2002) etwa 6900, in Sambia 5000 sowie in Angola 4000 Mbukushu geben.

## Geschichte
Unbestätigten Überlieferungen nach sollen die Mbukushu, so wie alle Kavango-Stämme, aus dem Südwesten Sambias stammen. Sie sollen um 1750 den Kwando erreicht haben. Um 1810 sollen sie weiter an den Okavango, unter dem Druck der nach Süden vorrückenden Lozi, umgesiedelt sein. Erstmals nachweislich werden die Mbukushu in dem Gebiet 1892 erwähnt.

## Ahnenkult
In den traditionellen Glaubensvorstellungen der Mbukushu kommen bösartige und friedvolle Ahnengeister vor. Unter den guten Geistern werden die Familiengeister von den Geistern der Clanführer unterschieden. Harumba sind böswillige Geister, während divumbothie, die Geister verstorbener Jäger, als weniger schädlich gelten. Ein Mensch, der krank wird, kann vom bösen Ahnengeist hathimo oder vom guten Ahnengeist mongu besessen sein, die im Traum erscheinen. Dann führt ein Magier (nganga) eine Heilungszeremonie durch, zu der mehrere Trommeln ngoma und die Reibtrommel vukuvuku gebraucht werden.